# 183-й истребительный авиационный полк
183-й истребительный авиационный полк (183-й иап) — воинская часть Военно-воздушных сил (ВВС) Вооружённых Сил РККА, принимавшая участие в боевых действиях Великой Отечественной войны.

## Наименования полка
За весь период своего существования полк несколько раз менял своё наименование:
- 183-й истребительный авиационный полк;
- 150-й гвардейский истребительный авиационный полк;
- 150-й гвардейский истребительный авиационный Краснознамённый полк;
- 150-й гвардейский истребительный авиационный Братиславский Краснознамённый полк;
- Полевая почта 65232.

## Создание полка
183-й истребительный авиационный полк начал своё формирование 10 мая 1941 года в Западном Особом военном округе (г. Вилейка) на основании приказа НКО СССР и закончил своё формирование 29 августа 1941 года в Московском военном округе (аэр. Дягилево) при 1-й Высшей школе штурманов ВВС КА на самолётах МиГ-3.

## Переименование полка
183-й истребительный авиационный полк за образцовое выполнение боевых задач и проявленные при этом мужество и героизм на основании Приказа НКО СССР 2 июля 1944 года преобразован в 150-й гвардейский истребительный авиационный полк.

## В действующей армии
В составе действующей армии:
- с 13 сентября 1941 года по 18 марта 1942 года, всего — 186 дней
- с 13 июля 1942 года по 22 сентября 1942 года, всего — 71 день
- с 11 февраля 1943 года по 02 июля 1944 года, всего — 507 дней

Всего — 764 дня
|  | Як-3 | Як-7 | Як-9У |

## Командиры полка
- майор, подполковник Хирный Александр Васильевич (погиб)[4], 10.05.1941 — 19.03.1943
- майор, подполковник Обозненко Андрей Александрович[4], 20.03.1943 — 28.11.1944

## В составе соединений и объединений
| Период        | Фронт (округ)                 | армия               | корпус                                            | дивизия                                             | примечание                                                           |
| ------------- | ----------------------------- | ------------------- | ------------------------------------------------- | --------------------------------------------------- | -------------------------------------------------------------------- |
| 10.05.1941 г. | Западный Особый военный округ |                     |                                                   |                                                     | Вилейка, МиГ-3                                                       |
| 29.08.1941 г. | Московский военный округ      |                     |                                                   |                                                     | Дягилево, МиГ-3                                                      |
| 13.09.1941 г. | Южный фронт                   | ВВС фронта          |                                                   | 65-я авиационная дивизия                            | МиГ-3                                                                |
| 23.09.1941 г. | Резерв ВГК                    |                     |                                                   | 5-я резервная авиагруппа                            | МиГ-3                                                                |
| 18.03.1942 г. | Приволжский военный округ     |                     |                                                   | 8-й запасной истребительный авиационный полк        | Багай-Барановка (Саратовская область), Як-1                          |
| 26.05.1942 г. | Юго-Западный фронт            |                     |                                                   |                                                     | Як-1                                                                 |
| 28.05.1942 г. | Юго-Западный фронт            |                     |                                                   |                                                     | передал 20 Як-1 и 12 лётчиков в 296-й иап, убыл за новыми самолётами |
| 13.07.1942 г. | Сталинградский фронт          | 8-я воздушная армия |                                                   | 269-я истребительная авиационная дивизия            | Як-1                                                                 |
| 24.09.1942 г. | Сталинградский фронт          | 8-я воздушная армия |                                                   | 269-я истребительная авиационная дивизия            | выведен в тыл, Як-1                                                  |
| 01.10.1942 г. | Сибирский военный округ       |                     |                                                   | 20-й запасной истребительный авиационный полк       | Новосибирск,Як-7Б                                                    |
| 14.01.1943 г. | Воронежский фронт             | 2-я воздушная армия | 4-й истребительный авиационный корпус             | 294-я истребительная авиационная дивизия            | Як-7Б                                                                |
| 23.07.1943 г. | Степной фронт                 | 5-я воздушная армия | 4-й истребительный авиационный корпус             | 294-я истребительная авиационная дивизия            | Як-7Б                                                                |
| 20.10.1943 г. | 2-й Украинский фронт          | 5-я воздушная армия | 4-й истребительный авиационный корпус             | 294-я истребительная авиационная дивизия            | Як-7Б, Як-1                                                          |
| 31.03.1944 г. | 2-й Украинский фронт          | 5-я воздушная армия | 4-й истребительный авиационный корпус             | 294-я истребительная авиационная дивизия            | Як-7Б, Як-1, Як-9                                                    |
| 02.07.1944 г. | 2-й Украинский фронт          | 5-я воздушная армия | 3-й гвардейский истребительный авиационный корпус | 13-я гвардейская истребительная авиационная дивизия | Як-7Б, Як-1, Як-9, полк преобразован в гвардейский                   |

## Участие в операциях и битвах
Великая Отечественная война (1941—1944):
- Киевско-Прилуцкая оборонительная операция — с 13 сентября 1941 года по 26 сентября 1941 года
- Большекрепинская наступательная операция — с 17 ноября 1941 года по 23 ноября 1941 года
- Наступательная операция по освобождению Ростова — с 27 ноября 1941 года по 2 декабря 1941 года
- Барвенково-Лозовская операция — с 18 января 1942 года по 31 января 1942 года
- ПВО объектов Юго-Западного фронта — с 6 июля 1942 года по 12 июля 1942 года
- Сталинградская битва — с 17 июля 1942 года по 24 сентября 1942 года
- Харьковская наступательная операция — с 19 февраля 1943 года по 14 марта 1943 года.
- Харьковская оборонительная операция — с 4 марта 1943 года по 25 марта 1943 года.
- Курская стратегическая оборонительная операция — с 5 июля 1943 года по 12 июля 1943 года.
- Белгородско-Харьковская операция — с 3 августа 1943 года по 23 августа 1943 года.
- Черниговско-Припятская операция — с 26 августа 1943 года по 30 сентября 1943 года.
- Кировоградская операция — с 5 января 1944 года по 16 января 1944 года.
- Корсунь-Шевченковская операция — с 24 января 1944 года по 17 февраля 1944 года.
- Уманско-Ботошанская операция — с 5 марта 1944 года по 17 апреля 1944 года

## Герои Советского Союза
- Баранов Михаил Дмитриевич, старший лейтенант, заместитель командира эскадрильи 183-го истребительного авиационного полка 269-й истребительной авиационной дивизии 8-й воздушной армии 12 августа 1942 года удостоен звания Герой Советского Союза. Золотая Звезда № 578
- Леонов Николай Иванович, старший лейтенант, командир эскадрильи 183-го истребительного авиационного полка 294-й истребительной авиационной дивизии 4-го истребительного авиационного корпуса 5-й воздушной армии 13 апреля 1944 года удостоен звания Герой Советского Союза. Золотая Звезда № 1450
- Юдин Алексей Сергеевич, капитан, командир эскадрильи 183-го истребительного авиационного полка 294-й истребительной авиационной дивизии 4-го истребительного авиационного корпуса 2-й воздушной армии 28 сентября 1943 года удостоен звания Герой Советского Союза. Посмертно

## Статистика боевых действий
Всего за 1941—1943 годы Великой Отечественной войны полком:
| Выполнено боевых вылетов | Сбито самолётов в воздухе | Уничтожено самолётов всего |
| ------------------------ | ------------------------- | -------------------------- |
| 3632                     | 215                       | 232                        |

Свои потери:
| Потеряно самолётов, всего | Погибло лётчиков всего |
| ------------------------- | ---------------------- |
| 94                        | 45                     |

## Самолёты на вооружении
| Период      | Самолёты |
| ----------- | -------- |
| 1941 — 1942 | МиГ-3    |
| 1942 — 1945 | Як-1     |
| 1943 — 1945 | Як-7     |